# Limnephilus valliculacerasinus
Limnephilus valliculacerasinus — викопний вид волохокрилих комах родини лімнефілід (Limnephilidae), що існував у міоцені. Описаний зі скам'янілого відбитка передньої частини екзоскелета, який знайдено у Ставропольському краї Росії.